# Erick Cabaco
Erick Cabaco, né le 19 avril 1995 à Montevideo, est un footballeur uruguayen. Il joue au poste de défenseur au Racing Ferrol.

## Biographie

### En club
Né à Montevideo dans la capitale de l'Uruguay, il est formé depuis l'âge de ses quatre ans au club du CA Rentistas où il y fait ses débuts en professionnels en 2013. Il joue un peu plus de deux saisons avec l'équipe première avant de quitter le club en janvier 2016 pour rejoindre le Club Nacional. Souvent remplaçant, il est prêté à deux reprises en Europe, d'abord à l'AS Nancy-Lorraine en Ligue 1 puis au Levante UD en Liga qui l'achète définitivement pour deux millions d'euros la saison suivante.
Après deux saisons, il rejoint le Getafe CF en Liga où il passe deux saisons avant d'être prêté au Grenade CF avec qui il termine champion de deuxième division.
En 2023, il rejoint le GD Estoril-Praia au Liga Portugaise.  Après une saison au Portugal, il revient en Espagne en seconde division au Racing Ferrol.

### En sélection
Après avoir joué seize matchs avec l'équipe d'Uruguay des moins de 20 ans en 2015, il est appelé pour la première fois avec l'équipe première d'Uruguay en novembre 2018 lors d'un rassemblement pour deux matchs amicaux contre le Brésil puis la France mais n'entre pas en jeu.

## Palmarès
Il est champion d'Espagne de deuxième division avec Grenade CF en 2023.